# Sam Gifaldi
Sam Gifaldi (* 1985) ist ein US-amerikanischer Schauspieler und Synchronsprecher, dessen aktive Zeit vor allem ab der 1990er Jahre bis etwa 2004 war. Im Laufe seiner aktiven Zeit gewann er zwei Mal einen Young Artist Award und war weitere sieben Mal für eine der begehrten Trophäen nominiert. Des Weiteren erhielt er 1999 eine Nominierung für den YoungStar Award.

## Leben
Seine erste Rolle hatte der im Jahre 1985 geborene Sam Gifaldi im Jahre 1992, als er erstmals in einer Folge von Parker Lewis – Der Coole von der Schule in Erscheinung trat und noch im selben Jahr im Fernsehfilm Als Baby mißbraucht eingesetzt wurde. Für Rolle des kleinen Eric wurde er im Folgejahr mit dem Young Artist Award in der Kategorie „Best Young Actor Under Ten in a Television Movie“ ausgezeichnet. Aufgrund seines dortigen Engagements erreichte er zunehmende Berühmtheit und wurde im Jahre 1993 als einer der Hauptdarsteller in die Fernsehserie Die Super-Mamis geholt, mit der er zum Teil ziemlich erfolgreich war. Während er dem offiziellen Cast der Serie bis zu deren Absetzung im Jahre 1995 anhörte und dabei in 32 verschiedenen Episoden zum Einsatz kam, wurde er für sein dortiges Engagement gleich dreifach für den Young Artist Award nominiert. So erhielt er im Jahre 1994 eine Nominierung in der Kategorie „Best Actor Under Ten in a Television Series or Show“ und wurde noch bei derselben Preisverleihung ein weiteres Mal zusammen mit Ryan Merriman, Ashley Peldon, Shiloh Strong und Joey Zimmerman in der Kategorie „Outstanding Youth Ensemble in a Television Series“ nominiert. 1995 folgte für seine Rolle des Danny Kellogg eine weitere Nominierung in der Kategorie „Best Performance by an Actor Under Ten in a TV Series“. Während seiner Anfangsphase bei Die Super-Mamis wurde er im Jahre 1993 auch noch im Film Ich will neue Eltern eingesetzt, der in etwa ein ähnliches Thema wie Als Baby mißbraucht aufwies. Eine weitere nennenswerte Rolle hatte er im Film Grenzenloses Leid einer Mutter, in dem er eigentlich nur eine kleine Nebenrolle innehatte, aber dennoch im Folgejahr 1995 für einen Young Artist Award in der Kategorie „Best Performance by a Youth Actor in a TV Mini-Series or Special“ nominiert wurde.
1995 übernahm er schließlich auch seine erste Synchronrolle, die er im Film Fluke – Ein Hund räumt auf innehatte. Im selben Jahr übernahm er auch eine der Hauptrollen in der nur kurzlebigen Sitcom Bless This House. Dabei wurde er bis 1996 in allen 16 Folgen eingesetzt und wurde zudem 1996 für seine dortige Rolle des Sean für einen Young Artist Award in der Kategorie „Best Performance by a Young Actor – TV Comedy Series“ nominiert. Ebenfalls kam er im Jahre 1996 als einer der Hauptsynchronsprecher in das Team rund um die ehemals erfolgreiche Zeichentrickserie Hey Arnold!, wo er im englischsprachigen Raum vor allem durch seine Synchronrolle des Sid und einigen zusätzlichen Charakteren (z. B. Billy oder Iggy) wesentliche Bekanntheit erlangte. Seine dortige Rolle hatte er bis zum Serienaus im Jahre 2004 inne und wurde dabei in etwa 57 verschiedenen Episoden eingesetzt. 1998 folgte für sein dortiges Engagement eine Nominierung für den Young Artist Award in der Kategorie „Best Performance in a Voiceover – TV or Film – Young Actor“, 1999 eine Nominierung für den YoungStar Award in der Kategorie „Best Performance in a Voice Over Talent“. An seiner Seite trat in einer Episode auch sein etwa fünf Jahre jüngerer Bruder Taylor Gifaldi in Erscheinung, der dabei ebenfalls den Charakter Sid mimte. Während er die meiste Zeit mit den Produktionen von Hey Arnold! beschäftigt war, wurde Sam Gifaldi in den Folgejahren nach 1996 zwar noch regelmäßig in Film- und Fernsehproduktionen eingesetzt, konnte aber bei weitem nicht mehr an die Zeit vor 1996 anschließen, wo er des Öfteren als Hauptdarsteller in Film und Fernsehen agierte.
Noch im Jahre 1996 folgte für den jungen Sam Gifaldi jeweils ein Auftritt in einer Episode von Caroline in the City und Ein Hauch von Himmel. Für sein Engagement in der letztgenannten Serie wurde er unter anderem im Jahre 1997 für einen Young Artist Award in der Kategorie „Best Performance in a Drama Series – Guest Starring Young Actor“ nominiert, konnte allerdings zum wiederholten Male keinen dieser Preise gewinnen. Nach einigen Jahren der Abwesenheit im Filmgeschäft wurde er im Jahre 1997 für eine Rolle im Film Beaver ist los! engagiert, wo er allerdings nur die eher kleine Rolle des Richard Rickover innehatte. Im selben Jahr wurde er noch in Serien wie JAG – Im Auftrag der Ehre, Sliders – Das Tor in eine fremde Dimension, Bezaubernder Dschinni oder The Visitor eingesetzt, wo er jeweils in einer Folge in Erscheinung trat. 1998 übernahm er in der Großproduktion Das große Krabbeln sämtliche zusätzliche Synchronstimmen und wurde im selben Jahr auch in jeweils einer Episode von X-Factor: Das Unfassbare und Susan eingesetzt. Für seinen Gastauftritt in Susan wurde er im Jahre 1999 mit dem Young Artist Award in der Kategorie „Best Performance in a TV Comedy Series – Guest Starring Young Actor“ ausgezeichnet. Im Folgejahr 1999 hatte Gifaldi schließlich seine letzte nennenswerte Rolle in einer Fernsehserie, als er in einer Folge von Ein Zwilling kommt selten allein zu sehen war. Im selben Jahr wurde er auch in den beiden Filmen Treasure of Pirate’s Point und Held Up – Achtung Geiselnahme! eingesetzt, wobei er im erstgenannten Film sogar eine der Hauptrollen besetzte.
In den Jahren danach konzentrierte sich Gifaldi vorwiegend auf seine Karriere als Synchronsprecher, wo er neben seiner noch immer andauernden Tätigkeit bei Hey Arnold! im Jahre 2000 in einer Folge von Captain Buzz Lightyear – Star Command zu hören war. 2001 folgten Rollen in einer Episode von Clerks: Uncensored, sowie die Rolle des Sam in Der Schwan mit der Trompete. Nachdem seine Karriere bereits am Abklingen war, wurde er im Jahre 2002 noch in Hey Arnold! – Der Film eingesetzt, wo er abermals die Stimme des Sid übernahm und noch im selben Jahr in einer Folge von Fillmore! und Mickys Clubhaus zu hören war. Im Folgejahr 2003 hatte er seinen letzten Filmauftritt, wo er im Fernsehfilm Remembering Charlie eine Nebenrolle innehatte. Nachdem im Jahre 2004 seine letzte Episode mit Hey Arnold! ausgestrahlt wurde, zog sich Gifaldi weitgehend vom Film- und Fernsehgeschäft zurück und begann ein Studium an der Johnson & Wales University.

## Filmografie
Filmauftritte (auch Kurzauftritte)
- 1992: Als Baby mißbraucht (Child of Rage)
- 1993: Ich will neue Eltern (A Place to Be Loved)
- 1994: Grenzenloses Leid einer Mutter (Where Are My Children?)
- 1997: Beaver ist los! (Leave It to Beaver)
- 1999: Treasure of Pirate’s Point
- 1999: Held Up – Achtung Geiselnahme! (Held Up)
- 2003: Remembering Charlie

Serienauftritte (auch Gast- und Kurzauftritte)
- 1992: Parker Lewis – Der Coole von der Schule (Parker Lewis) (1 Folge)
- 1993–1995: Die Super-Mamis (The Mommies) (32 Folgen)
- 1995–1996: Bless This House (16 Folgen)
- 1996: Caroline in the City (1 Folge)
- 1996: Ein Hauch von Himmel (Touched by an Angel) (1 Folge)
- 1997: JAG – Im Auftrag der Ehre (JAG) (1 Folge)
- 1997: Sliders – Das Tor in eine fremde Dimension (Sliders) (1 Folge)
- 1997: Bezaubernder Dschinni (You Wish) (Pilotfolge)
- 1997: The Visitor (1 Folge)
- 1998: X-Factor: Das Unfassbare (1 Folge)
- 1998: Susan (Suddenly Susan) (1 Folge)
- 1999: Ein Zwilling kommt selten allein (Two of a Kind) (1 Folge)

Synchronrollen
- 1995: Fluke – Ein Hund räumt auf (Fluke)
- 1996–2004: Hey Arnold! (57 Folgen)
- 1998: Das große Krabbeln (A Bug's Life)
- 2000: Captain Buzz Lightyear – Star Command (Buzz Lightyear of Star Command) (1 Folge)
- 2001: Clerks: Uncensored (Clerks: The Animated Series) (1 Folge)
- 2001: Der Schwan mit der Trompete (The Trumpet of the Swan)
- 2002: Hey Arnold! – Der Film (Hey Arnold!: The Movie)
- 2002: Fillmore! (1 Folge)
- 2002: Mickys Clubhaus (House of Mouse) (1 Folge)

## Nominierungen und Auszeichnungen
Nominierungen
- 1994: Young Artist Award in der Kategorie „Best Actor Under Ten in a Television Series or Show“ für sein Engagement in Die Super-Mamis
- 1994: Young Artist Award in der Kategorie „Outstanding Youth Ensemble in a Television Series“ für sein Engagement in Die Super-Mamis (zusammen mit Ryan Merriman, Ashley Peldon, Shiloh Strong und Joey Zimmerman)
- 1995: Young Artist Award in der Kategorie „Best Performance by an Actor Under Ten in a TV Series“ für sein Engagement in Die Super-Mamis
- 1995: Young Artist Award in der Kategorie „Best Performance by a Youth Actor in a TV Mini-Series or Special“ für sein Engagement in Grenzenloses Leid einer Mutter
- 1996: Young Artist Award in der Kategorie „Best Performance by a Young Actor – TV Comedy Series“ für sein Engagement in Bless This House
- 1997: Young Artist Award in der Kategorie „Best Performance in a Drama Series – Guest Starring Young Actor“ für sein Engagement in Ein Hauch von Himmel
- 1998: Young Artist Award in der Kategorie „Best Performance in a Voiceover – TV or Film – Young Actor“ für sein Engagement in Hey Arnold!
- 1999: YoungStar Award in der Kategorie „Best Performance in a Voice Over Talent“ für sein Engagement in Hey Arnold!

Auszeichnungen
- 1993: Young Artist Award in der Kategorie „Best Young Actor Under Ten in a Television Movie“ für sein Engagement in Als Baby mißbraucht
- 1999: Young Artist Award in der Kategorie „Best Performance in a TV Comedy Series – Guest Starring Young Actor“ für sein Engagement in Susan